# Emoia isolata
Emoia isolata är en ödleart som beskrevs av Brown 1991. Emoia isolata ingår i släktet Emoia och familjen skinkar. IUCN kategoriserar arten globalt som sårbar. Inga underarter finns listade i Catalogue of Life.